# Thomas Falconer
Pour les articles homonymes, voir Falconer.
Thomas Falconer, écrivain anglais, né à Chester en 1738 et mort en 1792, a laissé des Tables chronologiques depuis Salomon jusqu'à Alexandre le Grand, Oxford, 1796, et a préparé une édition de Strabon, publiée par son neveu, Oxford, 1807.